# Vladimirs Babičevs
Vladimirs Babičevs (en russe : Владимир Бабичев), né le 22 avril 1968 à Riga en Lettonie, est un footballeur international letton, devenu entraîneur à l'issue de sa carrière, qui évoluait au poste de milieu offensif.

## Biographie

### Carrière de joueur
Vladimirs Babičevs dispute 13 matchs en Ligue des champions, pour un but inscrit, et 8 matchs en Coupe de l'UEFA. Il inscrit son seul but en Ligue des champions en août 1997, face au club espagnol du FC Barcelone (défaite 3-2).

### Carrière internationale
Vladimirs Babičevs compte 51 sélections et 4 buts avec l'équipe de Lettonie entre 1993 et 1999. 
Il est convoqué pour la première fois par le sélectionneur national Jānis Gilis pour un match des éliminatoires de la Coupe du monde 1994 contre l'Irlande du Nord le 2 juin 1993 (défaite 2-1). Par la suite, le 15 novembre 1994, il inscrit son premier but en sélection contre le Liechtenstein, lors d'un match des éliminatoires de l'Euro 1996 (victoire 1-0). Il reçoit sa dernière sélection le 8 septembre 1999 contre la Géorgie (2-2).

### Carrière d'entraîneur
Vladimirs Babičevs commence sa carrière de manager en 2006, en tant qu'entraîneur du FK Jūrmala durant une saison, avant de devenir entraîneur adjoint à l'Olimps Riga. En 2008, il est l'entraîneur du FK Jūrmala-VV, poste où il reste trois saisons. 
Depuis 2012, il est le sélectionneur de l'équipe de Lettonie des moins de 19 ans.

## Palmarès

### En club
- Avec le Skonto Riga
  - Champion de Lettonie en 1993, 1994, 1995, 1996, 1997, 1998 et 1999
  - Vainqueur de la Coupe de Lettonie en 1995, 1997 et 1998

### Distinctions personnelles
- Meilleur buteur du Championnat de Lettonie en 1994 (14 buts)
- Élu Footballeur letton de l'année en 1994